# Андрей Істрецеску
Андрей Істрецеску (рум. Andrei Istrăţescu; нар. 3 грудня 1975) – румунський шахіст, у 2011-2017 роках представник Франції, гросмейстер від 1993 року.

## Шахова кар'єра
Перших успіхів почав досягати в підлітковому віці. 1991 року виграв у Мамаї титул чемпіона Європи серед юніорів до 16 років, а 1994-го Чанаккале – титул командного чемпіона Європи серед юніорів до 20 років. П'ятиразовий призером чемпіонату Румунії: золотий (1992), двічі срібний(1994, 1996) і двічі бронзовий (1990, 1999). Між 1992 і 2008 роками сім разів виступив на шахових олімпіадах (зокрема двічі на 1-й шахівниці), а в 1992, 1999, 2005 і 2009 роках представляв Румунію на командних чемпіонатах Європи. 1997 року виступив на чемпіонаті світу ФІДЕ за олімпійською системою, який відбувся в Гронінгені, в 1-му раунді перемігши Олександра Черніна, але в 2-му поступившись Андрієві Соколову. 2004 року посів 4-те місце на чемпіонаті Європи, який проходив в Анталії.
Досягнув багатьох успіхів на міжнародних турнірах, перемагаючи або поділивши 1-ше місце зокрема, в таких містах, як: Бухарест (1994 - разом з Михайлом Бродським, 2000, 2001), Белград (1994), Ханья (2000), Коринф (2001, разом з Євгеном Наєром, Графом Олександром та Ігорем Міладиновичем), Сотрон (2001), вейк-ан-Зеє (2002, турнір Corus-C, разом з Яном Роджерсом), Авуан (2003, 2004 - разом з Г'юго Тірардом), Сотрон (2003, разом з Їржі Шточеком і Сергієм Федорчуком), Нант (2003), Планкое (2004), Нансі (2005, разом з Фрісо Нейбуром і Крістіаном Бауером), Ла-Рош-сюр-Іон (2007), Дайцизау (2012, турнір Neckar-Open, разом з Костянтином Шанавою), Дьєпп (2013) і Дубай (2015).
Найвищий рейтинг Ело в кар'єрі мав станом на 1 червня 2013 року, досягнувши 2655 очок займав тоді 94-те місце в світовому рейтинг-листі ФІДЕ, одночасно займаючи 6-те місце серед французьких шахістів.

## Зміни рейтингу
| На цьому місці має відображатися графік чи діаграма, однак з технічних причин його відображення наразі вимкнено. Будь ласка, не видаляйте код, який викликає це повідомлення. Розробники вже працюють для того, щоби відновити штатне функціонування цього графіка або діаграми. | |
| | На цьому місці має відображатися графік чи діаграма, однак з технічних причин його відображення наразі вимкнено. Будь ласка, не видаляйте код, який викликає це повідомлення. Розробники вже працюють для того, щоби відновити штатне функціонування цього графіка або діаграми. |